# پلیس ارواح
پلیس ارواح (به انگلیسی: Bhoot Police) فیلمی محصول سال ۲۰۲۱ و به کارگردانی پاوان کیرپالانی است. در این فیلم بازیگرانی همچون سیف علی خان، آرجون کاپور، ژاکلین فرناندز، یامی گوتام، جاوید جعفری، جامی لور، گیریش کولکارنی و راجپال یاداو ایفای نقش کرده‌اند.